# Ljubezen iz šolskih dni
»Ljubezen iz šolskih dni« je skladba in single glasbene skupine Prelom iz leta 1977. Avtor glasbe in besedila je Tomaž Kozlevčar.

## Snemanje
Producent in aranžer je bila kar skupina sama. Skladba pa je izšla kot skupaj z skladbo »Vrnitev" na strani A, pri založbi Helidon. Nikoli ni izšla na albumu, saj jih skupina ni izdajala.

## Zasedba

### Produkcija
- Tomaž Kozlevčar – glasba, besedilo
- Prelom – aranžma, producent

### Izvedba
- Tomaž Kozlevčar – klaviature, vokal
- Jani Tutta – bobni
- Miro Markič – kitara, vokal
- Dušan Markič »Duco« – bas kitara, vokal

## Mala plošča
7" vinilka
- »Vrnitev« (A-stran) – 3ː00
- »Ljubezen iz šolskih dni« (B-stran) – 2ː51